# 放射線管理手帳
放射線管理手帳（ほうしゃせんかんりてちょう）は、原子力発電所をはじめとする原子力施設で作業する従事者に対して発行される手帳である。放管手帳とも呼ばれる。従事者の被曝前歴を迅速かつ的確に把握するとともに、原子力施設を運営している原子力事業者に対して放射線管理区域内作業に際して必要な放射線管理情報を伝達することを目的とする。放射線管理区域内で作業をするにはこの手帳を所持している必要がある。

## 発行に至る経緯
1955年（昭和30年）頃から、放射線を扱うような施設を持った大手メーカーが自主的に作成したのがその始まりだといわれている。しかし、1970年（昭和45年）頃から、原子力発電所が多数建設されるにつれて、電力事業者やその他メーカーでも個々に同様な手帳を作成するようになった。
このような状況の中で、1976年（昭和51年）に原子力関係施設における放射線業務従事者の被ばく線量の一元管理に向けての検討を開始した。1977年（昭和52年）11月に財団法人放射線影響協会に放射線従事者中央登録センターが設置され、原子炉等規制法関係諸規則に基づく放射線管理記録の引き渡し機関として1978年（昭和53年）1月に科学技術庁長官から、1978年（昭和53年）12月に通商産業大臣からそれぞれ指定を受けた。そして、1979年（昭和54年）4月から放射線管理手帳制度の運用が開始された。

## 記載内容
- 顔写真
- 中央登録番号
- 氏名
- 生年月日
- 発行歴
- 異動経歴
- 被ばく歴
- 電離放射線健康診断記録
- 放射線防護教育歴